# Santi patroni cattolici dei comuni della Toscana
Lista di santi patroni cattolici dei comuni della Toscana:

## Provincia di Arezzo
| - Arezzo: San Donato d'Arezzo - Anghiari: Santissimo Crocifisso - Badia Tedalda: San Michele Arcangelo - Bibbiena: Sant'Ippolito di Roma e san Cassiano di Imola - Bucine: Sant'Apollinare - Capolona: Natività della Beata Vergine Maria - Caprese Michelangelo: San Giovanni Battista - Castel Focognano: San Martino di Tours - Castel San Niccolò: San Martino di Tours - Castelfranco di Sopra: San Tommaso apostolo - Castiglion Fibocchi: San Pietro apostolo - Castiglion Fiorentino: San Michele Arcangelo - Cavriglia: San Donato d'Arezzo - Chitignano: San Vincenzo di Saragozza - Chiusi della Verna: San Francesco d'Assisi - Civitella in Val di Chiana: San Bartolomeo Apostolo - Cortona: Santa Margherita da Cortona - Foiano della Chiana: San Martino di Tours - Laterina: Sant'Ippolito di Roma e san Cassiano di Imola - Loro Ciuffenna: Santa Maria Assunta | - Lucignano: San Felice martire - Marciano della Chiana: Sant'Andrea apostolo - Monte San Savino: Santi Egidio e Savino - Montemignaio: Madonna delle Calle - Monterchi: San Simeone - Montevarchi: San Lorenzo martire - Ortignano Raggiolo: San Matteo evangelista - Pergine Valdarno: San Michele Arcangelo - Pian di Scò: Santa Maria Assunta - Pieve Santo Stefano: Santo Stefano martire - Poppi: Torello da Poppi - Pratovecchio: Santissimo Nome di Gesù - San Giovanni Valdarno: San Giovanni Battista - Sansepolcro: San Giovanni evangelista - Sestino: San Pancrazio martire - Stia: Santa Maria Assunta - Subbiano: Visitazione della Beata Vergine Maria - Talla: San Niccolò - Terranuova Bracciolini: Sant'Antonio di Padova |

## Provincia di Firenze
| - Firenze: San Giovanni Battista - Bagno a Ripoli: Santi Pietro e Paolo - Barberino Val d'Elsa: San Bartolomeo - Barberino di Mugello: San Silvestro papa - Borgo San Lorenzo: San Lorenzo martire - Calenzano: San Niccolò - Campi Bisenzio: Beata Teresa Maria della Croce - Capraia e Limite: San Lorenzo - Castelfiorentino: Santa Verdiana - Cerreto Guidi: San Leonardo - Certaldo: San Tommaso apostolo e Beata Giulia Della Rena - Dicomano: Sant'Onofrio - Empoli: Sant'Andrea - Fiesole: San Romolo di Fiesole - Figline Valdarno: San Romolo di Fiesole - Firenzuola: San Giovanni Battista - Fucecchio: San Candido - Gambassi Terme: San Sebastiano - Greve in Chianti: Natività della Beata Vergine - Impruneta: San Luca evangelista - Incisa in Val d'Arno: sant'Alessandro di Fiesole - Lastra a Signa: San Martino di Tours | - Londa: Immacolata Concezione - Marradi: San Lorenzo - Montaione: Santissimo Crocifisso - Montelupo Fiorentino: San Giovanni evangelista - Montespertoli: Sant'Andrea - Palazzuolo sul Senio: Santo Stefano - Pelago: San Clemente Papa - Pontassieve: San Michele - Reggello: San Jacopo - Rignano sull'Arno: San Leolino - Rufina: San Martino di Tours - San Casciano in Val di Pesa: San Cassiano di Imola - San Godenzo: San Gaudenzio eremita - San Piero a Sieve: San Pietro - Scandicci: San Zanobi - Scarperia: Santi Jacopo e Filippo - Sesto Fiorentino: San Martino di Tours - Signa: Beata Giovanna da Signa - Tavarnelle Val di Pesa: Santa Lucia - Vaglia: San Pietro - Vicchio: San Giovanni Battista - Vinci: Sant'Andrea |

## Provincia di Grosseto
| - Grosseto: San Lorenzo - Arcidosso: San Nicolò - Campagnatico: San Giovanni Battista - Capalbio: San Bernardino da Siena - Castel del Piano: Madonna delle Grazie - Castell'Azzara: San Nicola di Bari - Castiglione della Pescaia: San Guglielmo di Malavalle - Cinigiano: San Michele Arcangelo - Civitella Paganico: San Fabiano Papa e san Sebastiano - Follonica: San Leopoldo il Pio - Gavorrano: San Giuliano di Brioude - Isola del Giglio: San Mamiliano - Magliano in Toscana: Maria Santissima Annunziata - Manciano: San Leonardo di Noblac | - Massa Marittima: San Cerbone - Monte Argentario: Sant'Erasmo - Monterotondo Marittimo: San Lorenzo martire - Montieri: Beato Giacomo da Montieri - Orbetello: San Biagio - Pitigliano: San Rocco - Roccalbegna: San Cristoforo - Roccastrada: San Nicolò - Santa Fiora: Sante Flora e Lucilla martiri - Scansano: San Giovanni Battista - Scarlino: San Martino di Tours - Seggiano: San Bartolomeo apostolo - Semproniano: San Vincenzo di Saragozza e Sant'Anastasio - Sorano: San Nicola di Bari |

## Provincia di Livorno
| - Livorno: Santa Giulia - Bibbona: San Bartolomeo apostolo - Campiglia Marittima: San Fiorenzo martire - Campo nell'Elba: San Gaetano di Thiene - Capoliveri: San Rocco - Capraia Isola: San Nicola di Bari - Castagneto Carducci: San Lorenzo martire - Cecina: San Giuseppe - Collesalvetti: Santi Quirico e Giulitta - Marciana: Santa Caterina d'Alessandria | - Marciana Marina: Santa Chiara - Piombino: Santa Anastasia - Porto Azzurro: San Giacomo apostolo - Portoferraio: San Cristino - Rio Marina: Santa Barbara e san Rocco - Rio nell'Elba: San Giacomo apostolo - Rosignano Marittimo: San Nicola da Tolentino - San Vincenzo: San Vincenzo Ferrer - Sassetta: Sant'Andrea apostolo - Suvereto: Santissimo Crocifisso |

## Provincia di Lucca
| - Lucca: San Paolino di Lucca - Altopascio: San Jacopo apostolo - Bagni di Lucca: Santi Pietro e Paolo - Barga: San Cristoforo - Borgo a Mozzano: Madonna dei Ferri - Camaiore: Santissimo Nome di Gesù - Camporgiano: San Jacopo apostolo - Capannori: Madonna del Carmine - Careggine: San Pietro - Castelnuovo di Garfagnana: Santi Pietro e Paolo - Castiglione di Garfagnana: Madonna del Carmine - Coreglia Antelminelli: San Michele Arcangelo - Fabbriche di Vallico: San Giacomo Maggiore - Forte dei Marmi: Sant'Ermete - Fosciandora: San Sebastiano - Gallicano: San Jacopo apostolo - Giuncugnano: Sant'Antonino di Apamea - Massarosa: San Jacopo apostolo | - Minucciano: San Michele Arcangelo - Molazzana: San Bartolomeo - Montecarlo: Sant'Andrea - Pescaglia: Madonna della Solca - Piazza al Serchio: Santi Pietro e Paolo - Pietrasanta: San Biagio - Pieve Fosciana: San Giovanni Battista - Porcari: San Giusto di Volterra - San Romano in Garfagnana: San Romano - Seravezza: San Lorenzo e Santa Barbara - Sillano: San Bartolomeo - Stazzema: Sant'Antonio di Padova - Vagli Sotto: San Regolo - Vergemoli: Santi Quirico e Giulitta - Viareggio: Maria Santissima Annunziata - Villa Basilica: Maria Santissima Annunziata - Villa Collemandina: San Sisto II papa |

## Provincia di Massa-Carrara
| - Carrara: San Ceccardo - Massa: San Francesco d'Assisi - Aulla: San Caprasio - Bagnone: San Nicola di Bari - Casola in Lunigiana: San Pellegrino delle Alpi - Comano: San Giorgio - Filattiera: Santo Stefano martire - Fivizzano: Sant'Antonio abate - Fosdinovo: San Remigio | - Licciana Nardi: San Giacomo apostolo - Montignoso: San Vito di Lucania - Mulazzo: San Martino di Tours - Podenzana: San Giacomo apostolo - Pontremoli: San Geminiano - Tresana: Santi Quirico e Giulitta - Villafranca in Lunigiana: San Giovanni Battista - Zeri: San Rocco |

## Provincia di Pisa
| - Pisa: San Ranieri - Bientina: San Valentino - Buti: Beata Vergine Maria - Calci: Sant'Ermolao - Calcinaia: Santa Ubaldesca - Capannoli: San Bartolomeo - Casale Marittimo: Sant'Andrea - Casciana Terme: Santa Croce - Càscina: Santi Innocenzo e Fiorentino - Castelfranco di Sotto: San Severo martire - Castellina Marittima: San Giovanni decollato - Castelnuovo di Val di Cecina: San Salvatore - Chianni: San Donato d'Arezzo - Crespina: San Michele - Fauglia: san Lorenzo - Guardistallo: san Lorenzo - Lajatico: san Leonardo - Lari: san Leonardo - Lorenzana: san Bartolomeo - Montecatini Val di Cecina: san Biagio | - Montescudaio: Beata Vergine Assunta - Monteverdi Marittimo: sant'Andrea - Montopoli in Val d'Arno: santo Stefano - Orciano Pisano: San Michele - Palaia: san Martino di Tours - Peccioli: san Verano - Pomarance: san Vittore - Ponsacco: san Giovanni evangelista - Pontedera: San Faustino martire - Riparbella: san Giovanni evangelista - San Giuliano Terme: san Bartolomeo - San Miniato: san Genesio - Santa Croce sull'Arno: beata Cristiana da Santa Croce - Santa Luce: santa Lucia - Santa Maria a Monte: beata Diana Giuntini - Terricciola: san Donato - Vecchiano: sant'Alessandro - Vicopisano: Madonna del Rosario - Volterra: santi Giusto e Clemente |

## Provincia di Pistoia
| - Pistoia: San Jacopo - Abetone: San Leopoldo il Pio - Agliana: Santi Pietro e Paolo - Buggiano: Santissimo Crocifisso - Chiesina Uzzanese: Nostra Signora della Neve - Cutigliano: San Bartolomeo apostolo - Lamporecchio: Santo Stefano martire - Larciano: San Rocco - Marliana: San Nicola di Bari - Massa e Cozzile: San Rocco - Monsummano Terme: Maria Santissima della Fontenova | - Montale: San Giovanni Evangelista - Montecatini Terme: Santa Barbara - Pescia: Santa Dorotea - Pieve a Nievole: San Marco Evangelista - Piteglio: Maria Santissima Assunta - Ponte Buggianese: Madonna del Buonconsiglio - Quarrata: Madonna della Cintola - Sambuca Pistoiese: San Jacopo - San Marcello Pistoiese: Santa Celestina - Serravalle Pistoiese: San Lodovico di Tolosa - Uzzano: San Martino di Tours |

## Provincia di Prato
| - Prato: Santo Stefano. - Cantagallo: San Michele arcangelo. - Carmignano: San Michele arcangelo. - Montemurlo: Esaltazione della Croce. | - Poggio a Caiano: Madonna del Rosario. - Vaiano: Santissimo Salvatore. - Vernio: San Leonardo di Noblac e sant'Antonio Maria Pucci. |

## Provincia di Siena
| - Siena: Sant'Ansano - Abbadia San Salvatore: San Marco Papa - Asciano: Sant'Agata - Buonconvento: Santi Pietro e Paolo - Casole d'Elsa: San Donato d'Arezzo - Castellina in Chianti: San Fausto - Castelnuovo Berardenga: Santi Giusto e Clemente - Castiglione d'Orcia: Santo Stefano - Cetona: Santo Stefano - Chianciano Terme: San Giovanni Battista - Chiusdino: San Galgano - Chiusi: Santa Mustiola - Colle di Val d'Elsa: San Marziale e Sant'Alberto da Chiatina - Gaiole in Chianti: San Sigismondo - Montalcino: Maria Santissima del Soccorso - Montepulciano: San Giovanni Decollato - Monteriggioni: Natività della Beata Vergine Maria - Monteroni d'Arbia: Santi Giusto e Donato | - Monticiano: Beato Antonio Patrizi - Murlo: San Fortunato di Casei - Piancastagnaio: San Filippo Neri - Pienza: Sant'Andrea apostolo - Poggibonsi: San Lucchese - Radda in Chianti: San Niccolò - Radicofani: Sant'Agata - Radicondoli: San Simone e san Giuda Taddeo - Rapolano Terme: Maria SS. Assunta - San Casciano dei Bagni: San Cassiano di Imola - San Gimignano: San Geminiano - San Giovanni d'Asso: San Giovanni Battista - San Quirico d'Orcia: San Quirico - Sarteano: Madre del Buon Consiglio - Sinalunga: San Martino di Tours - Sovicille: San Lorenzo martire - Torrita di Siena: San Costanzo - Trequanda: Sant'Andrea apostolo |